# Abben
Abben är en sjö i Borås kommun i Västergötland och ingår i Ätrans huvudavrinningsområde.